# Kolimacija
Kolimilirana svetloba je svetloba, pri kateri žarki potujejo vzporedno. Naprava, ki se uporablja za doseg kolimirane svetlove, se imenuje kolimator. 
Beseda kolimacija izhaja iz latinske besede collimare, le-ta sama izhaja iz nepravilno prebrane besede collineare - kar pomeni urediti v ravno črto.
Dekolimacija je obratni pojav, kolimirano svetlobo se pretvori v neurejeno.